# Walk on Water (Eminem-Lied)
Walk on Water (englisch für „über Wasser laufen“) ist ein Lied des US-amerikanischen Rappers Eminem, bei dem der Refrain von der Sängerin Beyoncé gesungen wird. Der Song ist die erste Singleauskopplung seines neunten Studioalbums Revival und wurde am 10. November 2017 veröffentlicht.

## Hintergrund und Vermarktung
Den Anfang der Songentstehung bildet der Refrain, der von der Sängerin Skylar Grey geschrieben wurde. Als Eminem diesen hörte, war er begeistert und beschloss, ihn durch Rapverse zu ergänzen. Der Produzent Rick Rubin spielte das Lied dem Rapper Jay-Z vor, der wiederum seine Frau Beyoncé dazu überredete, den Refrain anstelle von Skylar Grey zu singen. Skylar Grey selbst bezeichnete den Song als ein Stück, welches sie schon seit der Kindheit zu schreiben versuchte und auf das sie am meisten stolz sei.
Am 8. November 2017 veröffentlichte Eminem auf Twitter das Bild eines vermeintlichen ärztlichen Rezepts mit dem Schriftzug "Walk on Water" – Take as needed, um die Single anzukündigen. Auf dem Bild befand sich ebenfalls der Schriftzug des zugehörigen Albums Revival.

## Inhalt
Das Lied ist ruhig gehalten und besitzt einen tiefgründigen Text, in dem Eminem sich mit den hohen Ansprüchen der Fans an ihn und seine Musik auseinandersetzt. Dies wird schon im Refrain deutlich, wo es heißt: „Ich laufe übers Wasser, aber nur wenn es gefriert, denn ich bin nicht Jesus“.
Im ersten Vers fragt Eminem sich, warum die Erwartungen an ihn so hoch seien und ob es daran liege, dass seine früheren Alben die Messlatte zu hoch gelegt haben. Er stehe unter enormem Druck und es sei egal, welche Musik er heute veröffentliche, da sie sowieso kritisiert und mit seinen vorherigen Werken verglichen werde. Diese Gedanken führt der Rapper in der zweiten Strophe weiter. Er selbst sei der größte Kritiker seiner Musik und als Perfektionist stets auf der Suche nach dem besten Reim. Oft wäre auch er mit seiner Musik nicht zufrieden. Eminem könne nicht verstehen, dass manche Kinder ihn als Gott ansähen und zählt mit Nas, Rakim, Tupac, The Notorious B.I.G., LL Cool J und Prince Künstler auf, die seiner Meinung nach besser seien als er. Im dritten Vers gesteht er sich Fehler ein und erwähnt Kritiker, die meinen, er würde zu schnell rappen oder schreien. Eminem erinnert an früher, wo jeder seiner Songs gefeiert wurde, während er heute teilweise spöttisch betrachtet werde. Doch letztendlich sei der Einzige, der auf ihn herabschaue, sein verstorbener Freund Proof. Langsam verblasse die erfolgreiche Vergangenheit und auch seine Verkaufszahlen sinken, doch er wolle nicht jammern und selbst entscheiden, wann er seine Karriere beende. Im Outro des Songs wechselt der Beat abrupt und Eminem bezeichnet sich als „gottgleich“ solange er ein Mikrofon habe, wobei er auf seinen Hit Stan verweist.

## Produktion
Der Beat des Liedes wurde von dem US-amerikanischen Musikproduzent Rick Rubin in Zusammenarbeit mit Skylar Grey, die als Co-Produzentin fungierte und auch den Refrain schrieb, produziert.

## Musikvideo
Am 14. Dezember 2017 wurde ein Lyric-Video auf Eminems offiziellem YouTube-Kanal veröffentlicht. Ein richtiges Musikvideo folgte am 23. Dezember 2017 exklusiv über Apple Music und einen Tag später auch auf YouTube. Es wurde von Rich Lee gedreht.
Eminem rappt anfangs auf einem Stuhl sitzend in der Dunkelheit auf der Bühne eines leeren Konzertsaals. Anschließend geht er ans Mikrofon, das Licht geht an und man sieht im Zeitraffer, wie die Bühne auf- und wieder abgebaut wird, sowie Zuschauer, die den Saal betreten und wieder verlassen. Zwischendurch sieht man Eminem in vielfacher Ausführung an einer Schreibmaschine seine Texte schreiben, wobei er die Blätter immer wieder wegwirft. Gegen Ende fängt es an zu schneien und die Bühne verwandelt sich in ein gefrorenes Gewässer. Eminem läuft durch den Schneesturm über das Eis, wobei er sich selbst unter der Eisschicht gefangen sieht. Er gelangt schließlich zu einem großen, von einer Plane bedeckten Gegenstand und zieht die Abdeckung herunter. Der Zuschauer bleibt jedoch im Unklaren darüber, was sich unter der Plane befindet.

## Liveauftritte
Eminem trat mit Walk on Water am 12. November 2017 bei den MTV Europe Music Awards und am 18. November 2017 in der US-amerikanischen Sendung Saturday Night Live auf. Dabei wurde er jeweils von der Sängerin Skylar Grey, die Beyoncé ersetzte, begleitet. Am 14. Dezember 2017 trat Eminem erneut mit Skylar Grey bei BBC Radio 1 auf und spielte Walk on Water und vier ältere Songs live.

## Single

### Covergestaltung
Das Singlecover zeigt in der Mitte den weißen Schriftzug Walk on Water, der auf blauem Wasser schwimmt. Im schwarz-weiß gehaltenen Hintergrund ist eine jubelnde Menschenmenge zu sehen, die sich zur Hälfte unter Wasser befindet.

### Chartplatzierungen
Walk on Water stieg am 17. November 2017 auf Platz 16 in die deutschen Charts ein und konnte sich vier Wochen in den Top 100 halten. Erfolgreicher war das Lied unter anderem in der Schweiz, wo es Rang 5 belegte.
| ChartsChartplatzierungen       | Höchstplatzierung | Wochen |
| ------------------------------ | ----------------- | ------ |
| Deutschland (GfK)              | 16 (4 Wo.)        | 4      |
| Österreich (Ö3)                | 13 (4 Wo.)        | 4      |
| Schweiz (IFPI)                 | 5 (10 Wo.)        | 10     |
| Vereinigte Staaten (Billboard) | 14 (5 Wo.)        | 5      |
| Vereinigtes Königreich (OCC)   | 7 (9 Wo.)         | 9      |

### Auszeichnungen für Musikverkäufe
Walk on Water erhielt im Vereinigten Königreich 2018 für mehr als 200.000 verkaufte Einheiten eine Silberne Schallplatte. Im Jahr 2022 wurde das Lied für mehr als 500.000 Verkäufe in den Vereinigten Staaten mit einer Goldenen Schallplatte ausgezeichnet.

| Land/Region                  | Auszeichnungen für Musikverkäufe (Land/Region, Auszeichnung, Verkäufe) | Verkäufe |
| ---------------------------- | ---------------------------------------------------------------------- | -------- |
| Australien (ARIA)            | Platin                                                                 | 70.000   |
| Brasilien (PMB)              | Gold                                                                   | 20.000   |
| Italien (FIMI)               | Gold                                                                   | 25.000   |
| Kanada (MC)                  | Platin                                                                 | 80.000   |
| Neuseeland (RMNZ)            | Gold                                                                   | 15.000   |
| Schweden (IFPI)              | Gold                                                                   | 20.000   |
| Vereinigte Staaten (RIAA)    | Gold                                                                   | 500.000  |
| Vereinigtes Königreich (BPI) | Silber                                                                 | 200.000  |
| Insgesamt                    | 1× Silber · 5× Gold · 2× Platin ·                                      | 930.000  |

Hauptartikel: Eminem/Auszeichnungen für Musikverkäufe